# Долна Оряховица
До̀лна Оря̀ховица е град в Северна България. Той се намира в община Горна Оряховица, област Велико Търново и е в близост до град Горна Оряховица. По данни на ГРАО към 15 юни 2023 г. в града живеят 2680 души по настоящ адрес и 2807 души по постоянен адрес.

## География
Долна Оряховица е разположена по левия бряг на р. Янтра в непосредствена близост с важния промишлено-транспортен комплекс Горна Оряховица, Лясковец и Велико Търново, при надморска височина 80 м.

## История
Долна Оряховица е наследник на старо славянско селище, което е известно с плодородното си землище и зеленчукови градини. За пръв път се споменава в турски ферман от 1538 г. До Освобождението е голямо село с население 2830 жители (1880 г.), което до 1946 г. става 5049 жители. Много долнооряховчани се изселват към Горна Оряховица и Велико Търново. Населението намалява и в 1965 г. е 4460 души. През периода 1976-1985 г. отново намалява, въпреки че е обявен за град. В 1985 г. наброява 4371 жители, а в 1992 г. – 3797 души.
При избухването на Балканската война в 1912 година 2 души от Долна Оряховица са доброволци в Македоно-одринското опълчение.
Убити долнооряховчани в Балканската война:
1.Аврам Николов Влахов 2.Ангел Начев Мусев 3.Байчо Стаматов Иванов
4.Васил Димов Маняков 5.Васил Николов Братованов 6.Върбан Маринов
7.Върбан Христов Исаков 8.Ганчо Иванов Беров 9.Георги Спиров Рашков
10.Георги Станев Мутов 11.Георги Стоянов Келешов 12.Димитър Игнатов Бакалов
13.Димитър Тодоров 14.Димитър Юрданов Вълчев 15.Димо Дилев Шудров
16.Еню Кипров Генчев 17.Иван Георгиев Дурманов 18.Иван Добрев
19.Иван Михов Иванов 20.Иван Николов Папазов 21Илия Пенев Атанасчев
22 Илия Х. Николов Йовков 23 Колю Бончев Лесковски 24 Колю Недялков
25 Марин Маринов Кръстев 26 Мито Генов Лазаров 27 Нико Костадинов Велчев
28 Никола Митев Керемедчиев 29 Никола Петков Катрев 30 Никола Христов Аврамов
31 Пано Генов Бакалов 32 Петко Атанасов Христов 33 Петър Николов Папазов
34 Ради Колев Пулев 35 Радой Русев 36 Станю Илиев Станев 37 Стефан Георгиев Стратев
38 Стефан Михов Джимов 39 Стефан Недялков Гинчев 40 Стоян Георгиев Келешов
41 Тодор Влахов Тасев 42 Тодор Димитров Мирчев 43 Тодор Митев Стоев
44 Тодор Стоянов Солаков 45 Христо Григоров Хаджиев 46 Христо Паунов Димков
47 Христо Пенков Петров 48 Юрдан Николов Танчов 49 Юрдан Христов Гасеров
50 Юрдан Юрданов Кумбиев

## Население
Численост на населението според преброяванията през годините:
| \| Година на преброяване \| Численост \| \| --------------------- \| --------- \| \| 1934 \| 4648 \| \| 1946 \| 5049 \| \| 1956 \| 4609 \| \| 1965 \| 4813 \| \| 1975 \| 4744 \| \| 1985 \| 4371 \| \| 1992 \| 3801 \| \| 2001 \| 3448 \| \| 2011 \| 2971 \| \| 2021 \| 2626 \| |           |
| Година на преброяване | Численост |
| 1934 | 4648      |
| 1946 | 5049      |
| 1956 | 4609      |
| 1965 | 4813      |
| 1975 | 4744      |
| 1985 | 4371      |
| 1992 | 3801      |
| 2001 | 3448      |
| 2011 | 2971      |
| 2021 | 2626      |

### Етнически състав
Преброяване на населението през 2011 г.
Численост и дял на етническите групи според преброяването на населението през 2011 г.:
|                     | Численост | Дял (в %) |
| Общо                | 2971      | 100.00    |
| Българи             | 2624      | 88.32     |
| Турци               | 11        | 0.37      |
| Цигани              | 36        | 1.21      |
| Други               | 14        | 0.47      |
| Не се самоопределят | 6         | 0.20      |
| Неотговорили        | 280       | 9.42      |

## Религии

### Православен храм "Свети Георги"
Православен храм "Свети Георги" в града е построен през 1870-та година. Разрушен е след опустошителното земетресение прз 1913-та година. Запазена е само камбанарията. Възстановен е след дарителска акция.

## Обществени институции
Паметник на рицар, загинал в сърцето на днешното селище. Има издигнат каменен обелиск, висок около 2 м, с надпис, указващ за събитието. Намира се до една от църквите в града.

## Редовни събития
Долна Оряховица отбелязва празника си на 4 септември (от 2007 г. - всяка първа събота на септември). Това е датата, на която селището е обявено за град през 1974 година с указ на Министерски съвет.

## Личности

### Родени в Долна Оряховица
- Димитър Ченков - Димитър Доктора (1880 - ?), български революционер от ВМОК
- Георги Хаджиев, български анархист (1906 – 1992).
- Мара Колева, певица, сопран, с кариера в Италия и САЩ (12 март 1922 – 2015?)
- Пенка Братованова (04.09.1932 - 14.09.2007), стоковед, доцент дтн в Икономически Университет - Варна
- Тодор Моллов, (р. 1958), български фолклорист, професор

### Живели в Долна Оряховица
- Кирил Димов Косев (Гошо) - участник в Съпротивителното движение в България през Втората световна война, командир на Горнооряховския партизански отряд и заместник-командир на XIII въстаническа оперативна зона. Български политически и военен деец, Герой на социалистическия труд, генерал-полковник.
- Николай Николов Ирибаджаков е български философ-марксист (с интереси в областите история на философията, история на социологията, марксистка философия, критика на буржоазната философия и др.), дългогодишен преподавател по философия, професор, академик на БАН (1981).Дългогодишен член на ЦК на БКП преди падането на комунизма и участник в събитията от това време.